# Stéphane Clavier
Stéphane Clavier (* 15. März 1955 in Paris) ist ein französischer Regisseur, Drehbuchautor und Schauspieler. Er ist der Bruder des Schauspielers Christian Clavier und Neffe des Filmproduzenten Yves Rousset-Rouard.

## Vita
Stéphane Clavier wurde als eines der drei Kinder von Jean und Phanette Clavier geboren. In den 1970er-Jahren verdiente er sein Geld als Skilehrer und doubelte seinen Bruder in dem Film Les Bronzés font du ski (dt. Titel: Sonne, Sex und Schneegestöber) von Patrice Leconte. Außerdem fungierte er in mehreren Filmen als Assistenzregisseur, insbesondere unter Patrice Leconte, Gérard Oury und Claude Zidi. 1986 drehte er seinen einzigen Kurzfilm, Le torero hallucinogène. Im Zeitraum 1986–2003 schrieb und produzierte er eine enorme Zahl von Werbespots. 1991 trug er einen Sketch zu Les Secrets professionnels du Dr. Apfelglück bei. La voie est libre (produziert 1997 gemeinsam mit François Cluzet) war sein erster abendfüllender Film.

## Filmografie

### Als Regisseur
- 1986: Le Torero hallucinogène, Kurzfilm
- 1991: Les Secrets professionnels du Dr Apfelglück
- 1998: La Voie est libre
- 2001: Le Divin enfant
- 2002: Patron sur mesure
- 2003: Lovely Rita, sainte patronne des cas désespérés
- 2004: Drei Jungs, ein Mädchen, zwei Hochzeiten (3 garçons, 1 fille, 2 mariages)
- 2004: Si j'étais elle
- 2005: Merci, les enfants vont bien
- 2006: Je hais les vacances
- 2010: L'Épervier

### Als Drehbuchautor
- 1986: Le Torero hallucinogène
- 1998: La Voie est libre
- 2003: Lovely Rita, sainte patronne des cas désespérés